# 1598
1598 (MDXCVIII) a fost un an comun al calendarului gregorian, care a început într-o zi de joi.

## Evenimente
- 9 iunie: Tratatul între împăratul Rudolf al II-lea și Mihai Viteazul, încheiat la Mănăstirea Dealu. Domnul Țării Românești recunoaște suveranitatea împăratului, iar Rudolf al II-lea se obligă să-i asigure subsidii pentru întreținerea armatei și recunoaște caracterul ereditar al domniei.
- 16 decembrie: Bătălia de la Noryang. Bătălie navală purtată de Japonia împotriva Coreei și Chinei, încheiată cu înfrângerea Japoniei.

### Nedatate
- aprilie: Edictul de la Nantes, prin care regele Franței, Henric al IV-lea, acordă anumite drepturi protestanților francezi (hughenoți) într-un regat catolic. Edictul distinge între unitatea civilă și cea religioasă a supușilor regatului și acordă întâietate celei civile.
- Întemeierea Episcopiei Hușilor de către Ieremia Movilă.

## Nașteri
- 31 iulie: Alessandro Algardi, sculptor italian (d. 1654)
- 23 septembrie: Eleonora Gonzaga, soția împăratului Ferdinand al II-lea (d. 1655)
- 7 noiembrie: Francisco de Zurbarán, pictor spaniol (d. 1664)

## Decese
- 10 februarie: Anne de Austria, Regină a Poloniei, 24 ani (n. 1573)
- 28 iunie: Abraham Ortelius, 71 ani, cartograf și geograf flamand, creator al primului atlas geografic modern (n. 1527)
- 4 august: William Cecil, Baron Burghley, 77 ani, consilier al reginei Elisabeta I a Angliei (n. 1520)
- 13 septembrie: Filip al II-lea al Spaniei, 71 ani (n. 1527)
- 18 septembrie: Hideyoshi Toyotomi, 61 ani, domnitor feudal japonez (n. 1537)